# Todor Sabew
Todor Sabew (auch Todor Sabev geschrieben, bulgarisch Тодор Събев; * 1928; † 13. September 2008) war ein bulgarischer orthodoxer Kirchenhistoriker und Hochschullehrer.

## Leben und Wirken
Todor Sabew war der Sohn von Kolio und Liutsa Sabev. Nach dem Besuch eines studienvorbereitenden Seminars studierte er Orthodoxe Theologie und Liturgie an der Theologischen Akademie von Sofia. Nach seiner Promotion und Habilitation begründete und leitete er das Institut für Kirchengeschichte und des Archivs des Bulgarischen Patriarchats. Bald danach – 1961 – wurde die Bulgarisch-Orthodoxe Kirche Mitglied im Weltrat der Kirchen. Er wurde ernannt zum Mitglied der Ökumenischen Kommission und später, als sich die Kommission umgewandelt hatte in die Abteilung für Interkirchliche und Ökumenische Beziehungen, wurde er zu ihrem Direktor ernannt. Schließlich wurde er zum stellvertretenden ÖRK-Generalsekretär gewählt. In dieser Funktion brachte er die Vertiefung und Verbreiterung der ökumenischen Beziehungen voran und wurde zum Brückenbauer zwischen den Kirchen des Ostens und des Westens.
Sabew war Mitglied der Christlichen Friedenskonferenz und arbeitete an den Allchristlichen Friedensversammlungen mit, die seit 1961 in Prag veranstaltet wurden.
Während seiner letzten Lebenszeit machte er auf sich aufmerksam, als er 1994 die ägyptische orthodoxe angebliche Visionärin Vassula Ryden als eine von Gottes Gnadengaben erleuchtete Prophetin der Neuzeit pries – ganz im Gegensatz zur Glaubenskongregation, die vor jeder Anerkennung der Visionärin warnte.

## Werke
- Todor Sabew: Самостойна народностна църква в Средновековна България, 1987

### Rezensionen
- Todor Sabev, The Orthodox Churches on the World Council of Churches, Towards the Future, WCC Publications, Genf/Syndesmos Bialystok 1996, in: JbM 1997 (1997), S. 225–226[3]

### Koautor
- Beziehungen zwischen dem Ökumenischen Rat der Kirchen und seinen osteuropäischen Mitgliedskirchen – Herausforderungen, Chancen, Defizite, Heft 7. Mit einem Geleitwort von Dwain C. Epps. Mit Beiträgen von John A. Moses, Bert Hoedemaker, J. Jürgen Seidel, Joachim Heise, Johannes Althausen, Günter Krusche, Josef Smolik, Peter Mulik, Todor Sabev, András Reuss, Hans-Dieter Döpmann, Robert F. Goeckel, ISBN 3-931232-06-9

## Ehrungen
- posthum: Ehrenmitglied des Kuratoriums der Stiftung PRO ORIENTE, verliehen durch den Erzbischof von Wien 1989[4]